# おつむて・ん・て・ん・クリニック
『おつむて・ん・て・ん・クリニック』（原題：What About Bob?）は、1991年制作のアメリカ合衆国のコメディ映画。フランク・オズ監督、ビル・マーレイ、リチャード・ドレイファスらが出演。原題を直訳すれば、（ボブはどうなるの？）である。

## あらすじ
ボブ・ワイリーは外へ出るのも何をするのも恐がるありとあらゆる恐怖症の塊で、精神科医を次々とたらい回しにされていた。
そんなボブの次の主治医となったのはレオ・マーヴィンで、いかにも思慮深そうな紳士といった感じであったが、彼は今、新著『ベイビー・ウォーク』の評判と明日からの家族と一緒に過ごす休暇のことだけしか頭になかった。
レオはボブに著書を与えてさっさと追い返し、休暇に出かける。しかし、ボブは家に帰って一人になった途端、不安からパニックに陥り、あの手この手を使ってレオの居場所を探し出し、別荘を訪ねるが、再び追い返される。
しかしボブは、レオが妻以外の家族や周囲から嫌われていることを知る。ボブはレオの家族の前に現れ、そのトボけたキャラクターでレオを除く3人の心をつかんでいく。
そこへ、かねてから予定されていたテレビの取材がやってくる。ボブは精神科医になりすまし、固くなったレオを患者代表に仕立てて取材を受け、大成功する。
ボブは大自然の中でレオの家族と仲良くやっているうちに恐怖症が吹き飛び、すっかり健康になっていた。一方、レオは神経もまいってトチ狂ってしまい、2人の立場は逆転していた。その後、ボブは大学を出て精神科医となり、ついにはレオと必殺療法の著作権を巡って争うまでになる。

## キャスト
- ボブ・ワイリー：ビル・マーレイ（吹替：安原義人）
- レオ・マーヴィン：リチャード・ドレイファス（吹替：谷口節）
- フェイ・マーヴィン：ジュリー・ハガティ
- アンナ・マーヴィン：キャスリン・アーブ（吹替：松井菜桜子）
- ガットマン：トム・アルドリッジ
- ガットマン夫人：スーザン・ウィリス
- シギー・マーヴィン：チャーリー・コースモ
- ドリス・ベラック
- レグ・E・キャシー
- アイダ・タートゥーロ